# De sa grande amye
De sa grande amye est une mélodie pour voix et piano de la compositrice française Claude Arrieu, écrite en 1927.

## Contexte et création
Claude Arrieu compose De sa grande amye sur un texte de Clément Marot, extrait de L'Adolescence Clémentine. L'œuvre est encore inédite.